# Senecio wootonii
Senecio wootonii là một loài thực vật có hoa trong họ Cúc. Loài này được Greene miêu tả khoa học đầu tiên năm 1898.